# Allosmerus
Allosmerus es  un género de peces, de la familia Osmeridae del orden Osmeriformes y el superorden Protacanthopterygii.  Se trata de un género monotípico de eperlanos, cuya única especie, es Allosmerus elongatus, del que se sabe poco. 
Fue descrito científicamente por Carl Leavitt Hubbs en 1925.
Habita fundamentalmente en el Pacífico Oriental desde la isla de Vancouver en Canadá hasta San Francisco en California. Se sabe que desova cerca de las costas, especialmente en las zonas submareales.